# 周師濂
周師濂（？—？），字雙溪，號竹生，會稽（今浙江紹興）人，清代书画家。

## 生平
嘉慶六年（1801年）拔貢。周師濂會書法以及畫竹，他與童震等人結成“十人書畫社”，對花木、盆景亦有造詣。著有《竹生吟館詩鈔》。